# Simeão Estilita, o Antigo
Simeão Estilita, o Antigo (Grego: Συμεών ό Στυλίτης; Sísia, c. 389 – Telanisso, 2 de setembro 459) foi um asceta cristão, que viveu no cimo de uma coluna de pedra.É chamado de "o Antigo" para distingui-lo de São Simeão Estilita, o Moço, que viveu no século VI.

## Vida

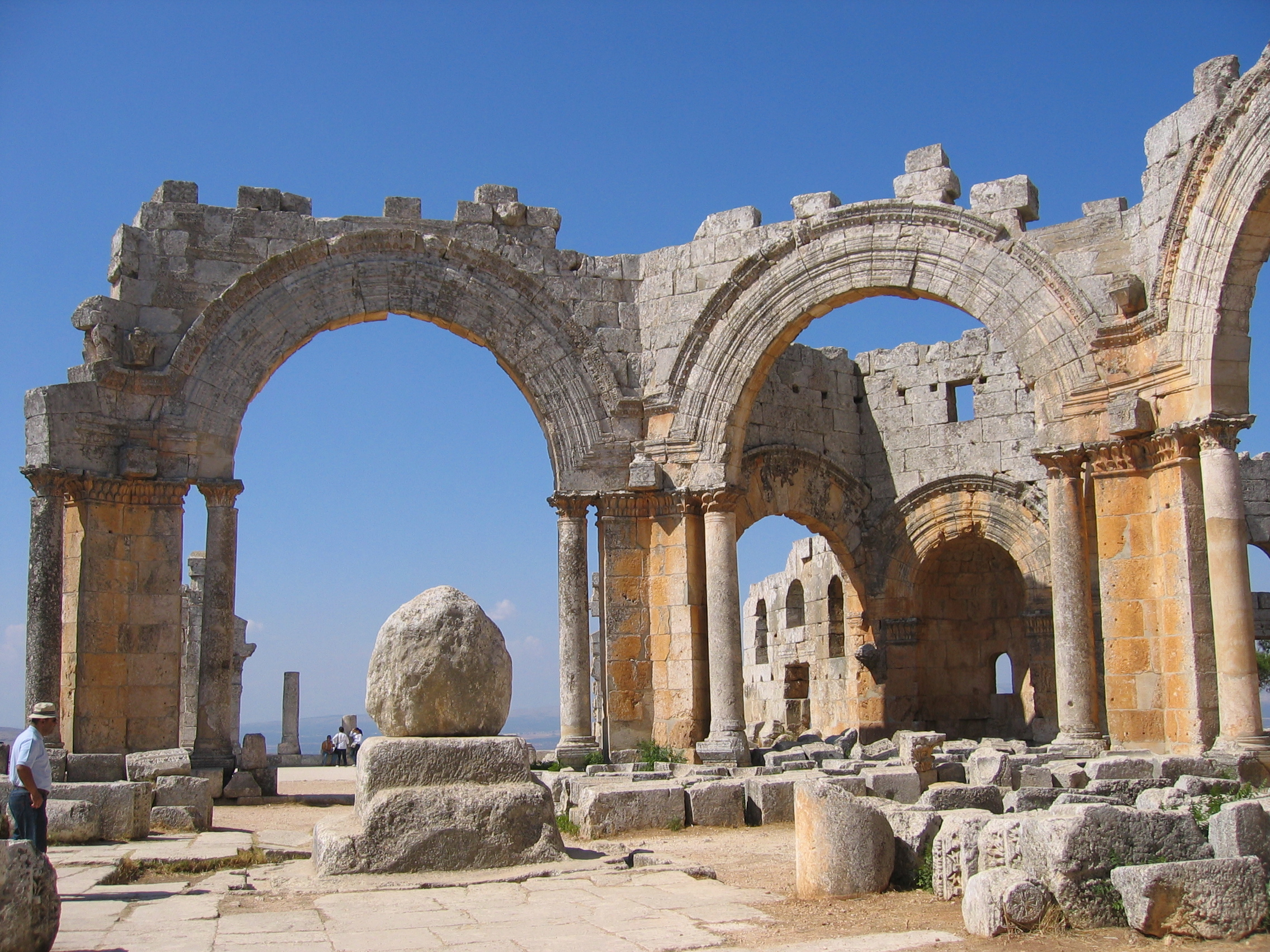
Ruínas da Igreja de São Simeão Estilita com os restos da coluna de Simeão ao centro

Nasceu em 389 em Sis, na província romana da Cilícia, atual cidade de Kozan, na província de Adana, na Turquia. Pastor, antes dos 16 anos entrou numa comunidade monástica, mas por suas austeridades excessivas, foi expulso e tornou-se ermitão. Por 3 anos viveu em tenta em Telanisso (atual Tel Nesquim), onde pela primeira vez passou a Quaresma inteira sem comer e beber. Isso torna-se prática regular e combinou-a com a mortificação de ficar de pé continuamente enquanto seus membros o sustentassem; em seus últimos dias, podia ficar assim em sua coluna sem apoio por todo o tempo do jejum. Após 3 anos em sua tenda, procurou uma elevação rochosa no deserto e obrigou-se a ficar prisioneiro dentro de um espaço estreito com menos de 20 metros de diâmetro. Logo multidões de peregrinos foram ao deserto procurar seus conselhos ou orações, deixando-o sem tempo para sua vida religiosa.
Cerca de 420, para escapar dos visitantes, decidiu erigir um pequeno pilar com uma plataforma em cima e estava determinado a ficar sobre ele até morrer. Seu primeiro pilar tinha 2 metros, mas foi subsequentemente substituído por outros, o último deles com 15 metros. Ficou no topo até sua morte, permanentemente exposto aos elementos, em pé ou sentado dia e noite em sua área restrita, protegido de cair por um corrimão, e provido de uma escada para se comunicar com aqueles abaixo ou receber escassos presentes de comida dos discípulos. Durante seus primeiros anos sobre a coluna, havia no cume uma estaca à qual ele se ligara para manter a posição ereta em toda a Quaresma, mas isso era um alívio com o qual ele depois dispensava.
Seu estilo de vida produziu profunda impressão nos coetâneos e sua fama de asceta espalhou-se pela Europa, sobretudo Roma. Seu pilar tornou-se local de peregrinação e os visitantes procuravam conselho espiritual, alívio da doença, intervenção aos oprimidos e iluminação na oração e doutrina; aparentemente converteu muitas pessoas. Grandes personagens, como o imperador Teodósio II (r. 408–450) e a imperatriz Eudócia, mostraram grande reverência e ouviram seus conselhos, e Leão I, o Trácio (r. 457–474) prestou respeitosa atenção a uma carta que escreveu em favor da Calcedônia. Certa vez, quando estava doente, Teodósio enviou três bispos para implorar que descesse e consultasse médicos, mas preferiu deixar sua cura nas mãos de Deus, e em pouco tempo sarou. Sua reputação inspirou ascetas, homens e mulheres, a emular e superar suas austeridades, alguns estilos surgindo até o século XIX na Rússia. Ele também escreveu cartas, algumas das quais sobreviventes, nas quais instruiu seus discípulos, e textos que entregou àqueles reunidos abaixo de sua coluna.
Após passar 36 anos em seu pilar, morreu na sexta-feira, 2 de setembro de 459. Uma disputa surgiu entre Antioquia e Constantinopla pela posse de seus restos mortais. A preferência foi dada a Antioquia, e a maioria de suas relíquias foram deixadas lá como proteção à cidade sem muros. As ruínas do vasto edifício erguido em sua honra e chamado Calate Simane (mansão de Simeão) permanecem até os dias atuais. Consiste em quatro basílicas construídas a partir de uma quadra octogonal em direção aos quatro pontos cardeais. No centro da quadra fica a base da coluna de São Simeão.